# Heinrich von Aquileia
Heinrich (von Biburg) († 28. März 1084) war Patriarch von Aquileja von 1077 bis 1084.

## Herkunft
Heinrich stammte aus einem bayerischen Geschlecht (von Biburg bei Abensberg in Bayern), das mit den Grafen von Scheyern verwandt war. Er war Domherr in Augsburg und Angehöriger der königlichen Hofkapelle, kann also als Vertrauensmann des Königs Heinrich IV. angesehen werden.

## Einsetzung als Patriarch von Aquileja
Heinrich wurde am 8. September 1077 durch König Heinrich IV. zum Patriarchen eingesetzt. Der König missachtete damit die Entscheidung von Klerus und Volk von Aquileja, die nach dem Tode des Patriarchen Sigehard am 12. August 1077 ihren Archidiakon, dessen Name nicht überliefert ist, zum Patriarchen gewählt hatten.
Die Einsetzung Heinrichs von Biburg erfolgte auf dem Höhepunkt des Investiturstreites, nach den Ereignissen von Canossa (Januar 1077) und der Wahl des Gegenkönigs Rudolf von Schwaben durch die deutsche Opposition König Heinrichs IV. (März 1077). Die Besetzung des bedeutenden Patriarchenstuhles mit einem königstreuen Geistlichen war in dieser Situation von großer Wichtigkeit. Zwei Briefe Gregors zur Wahl zeigen das große Interesse, das auch der Papst an Aquileja hatte; gegen die Einsetzung des königlichen Kapellans konnte er nichts ausrichten, aber auf der römischen Fastensynode von 1079 musste Heinrich dem Papst einen Treueid schwören. Er legte zunächst dar, dass seine Wahl kanonisch gewesen sei, und soll außerdem behauptet haben, er habe von einem Verbot der Investitur durch einen Laien nicht gewusst; er schwor dem Papst Treue und erhielt daraufhin von Gregor Ring, Stab und die übrigen Zeichen seines Amtes in kanonischer Weise. Auffälligerweise wird er aber bei dieser Gelegenheit nicht als Patriarch, sondern ausdrücklich als archiepiscopus (Erzbischof) von Aquileja bezeichnet.

## Rolle im Konflikt zwischen König und Papst
Auf Beschluss der Synode von 1079 schickte der Papst zwei Gesandte zu Heinrich IV., den Kardinalbischof Petrus von Albano und Bischof Udalrich von Padua; ihnen gab er den Patriarchen Heinrich als Begleiter und Helfer mit. Der königsfeindlich eingestellte zeitgenössische Annalist Berthold berichtet, Patriarch Heinrich, den er noch unus ex intimis regis Heinrici (einen der Vertrauten König Heinrichs) nennt, habe sogleich nach Erhalt seines Auftrags in Rom durch Boten den König über die Gesandtschaft informiert und habe sodann durch einen Zwischenaufenthalt in Aquileja die Reise der Gesandten mutwillig aufgehalten, um dem König Zeit zu geben. König Heinrich empfing die Gesandtschaft in Regensburg zu Pfingsten 1079 (12. Mai).
Die Verhandlungen nahmen jedoch keinen befriedigenden Verlauf; ein neues Zusammentreffen in Fritzlar wurde angesetzt, dort ein weiteres in Würzburg. Noch im Juni 1079 äußerte sich Papst Gregor VII. zufrieden darüber, wie der Patriarch seinen Auftrag durchgeführt habe, und erteilte ihm zum Dank das erbetene Privileg, den Gebrauch des Palliums auf die Tage der Heiligen Ulrich und Afra (4. Juni, 7. August), der Stadtheiligen von Augsburg, auszudehnen; Gregor gestand ihm, den er frater (Bruder) und coepiscopus (Mitbischof), aber nicht Patriarch nennt, diesen erweiterten Gebrauch ausdrücklich in tua vita, non loco tuo (also auf die Lebenszeit Heinrichs beschränkt) zu.
Danach muss Kunde über die Schwierigkeiten, auf die die Gesandtschaft stieß, zum Papst gelangt sein; er wiederholte in einem Brief seine Aufträge an die von ihm Ausgesandten. Die Gesandtschaft scheiterte jedoch endgültig, und Bischof Udalrich von Padua und Kardinalbischof Petrus kehrten auf getrennten Wegen nach Rom zurück.
Patriarch Heinrich dagegen blieb in Deutschland; im Herbst des Jahres treffen wir ihn am Hofe des Königs in Bayern an (in Hirschaid und Regensburg, 19. und 24. Oktober). Im Januar des folgenden Jahres nahm er an der Schlacht bei Flarchheim (27. Januar) teil, in der König Heinrich versuchte, den 1077 zum Gegenkönig erhobenen Rudolf von Schwaben und seine Anhänger auf kriegerischem Wege zu bezwingen. Die Schlacht brachte keiner Seite einen entscheidenden Sieg; als König Heinrich dem Papst nunmehr Gehorsam unter der Bedingung anbot, dass der Gegenkönig Rudolf exkommuniziert werde, und mit der Erhebung eines Gegenpapstes drohte, bannte Gregor den König erneut (Fastensynode Februar 1080).
Die nun vom König einberufene Synode von Brixen, die mehrheitlich von italienischen Bischöfen besucht wurde, darunter auch Patriarch Heinrich von Aquileja mit mehreren seiner Suffraganbischöfe, erklärte Gregor für abgesetzt und nominierte zu seinem Nachfolger Erzbischof Wibert von Ravenna, der den Namen Clemens III. annahm (25. Juni 1080). Heinrich befand sich in dieser Zeit häufig, ja möglicherweise kontinuierlich am Hofe des Königs. Er begleitete ihn wohl nach Rom und von dort über Siena nach Lucca (Juli 1081).
Dort verlieh ihm König Heinrich in Anerkennung seiner Dienste die Bistümer Triest und Parenzo mit sämtlichen geistlichen und weltlichen Befugnissen und bestimmte, dass Bischof, Klerus und Volk das bisher dem König geschuldete servitium nunmehr dem Patriarchen zu leisten habe. Der König übertrug dem Patriarchen Heinrich ausdrücklich des Recht, fortan den Bischof zu investieren, zu inthronisieren und zu ordinieren. Der König wiederholte und rechtfertigte die Verleihung des Bistums Triest an den Patriarchen von Aquileja am 23. Juli 1082 in Pavia. Patriarch Heinrich war auch im Dezember 1081 in Parma in der Umgebung des Königs, ebenso während des Zuges gegen Rom im Februar 1082, und er hielt sich 1083 am Hofe Heinrichs in Rom auf.

## Tod
Urkundlich zuletzt nachzuweisen ist Patriarch Heinrich am 15. Juni 1083 in Rom als Intervenient für das Kloster Farfa; er starb am 28. März 1084, wenige Tage vor der Krönung Heinrichs IV. zum Kaiser durch Papst Clemens III. (Wibert von Ravenna) am Ostertag (31. März). Sein Nachfolger auf dem Patriarchenstuhl wurde Friedrich II. von Böhmen.

## Bewertung seiner Politik
Heinrich von Biburg wird oft vorgeworfen, er habe opportunistisch bald in päpstlichem, bald in königlichem Sinne gehandelt; sein dem Papst geleisteter Treueid während der Fastensynode von 1079 wird als Parteiwechsel interpretiert, dem ein erneuter Parteiwechsel im Sommer 1079 oder später folgte. Die Tatsache, dass König Heinrich dem kurz zuvor von ihm selbst gegen den Widerstand von Klerus und Volk von Aquileja und auch gegen den Widerstand des Papstes eingesetzten Patriarchen die Grafschaft Istrien entzog, die er erst seinem Vorgänger Sigehard zu ewigem Besitz gegeben hatte, lässt daran denken, dass auch der König den Treueid des Patriarchen als Treuebruch verstand.
Der dem König kritisch gegenüberstehende Annalist Berthold bezeichnet den Patriarchen aber noch nach der Fastensynode von 1079 als Intimus des Königs, legt also den Gedanken nahe, Patriarch Heinrich habe seinen Treueid für Gregor scheinheilig und vor allem zur Erreichung seiner Anerkennung im Amte durch den Papst geleistet. Gerade die Tatsache, dass er als Vertrauter des Königs galt, aber dennoch dem Papst den Treueid geschworen hatte, ließen ihn wohl Gregor als besonders geeignet zur Sicherung und Begleitung der päpstlichen Gesandtschaft von 1079 an den König erscheinen.
Als königstreu erwies sich Heinrich vom Sommer des Jahres 1079 an; seine häufig bezeugte Anwesenheit am Hofe, seine Teilnahme an der Brixener Synode von 1080 und an den Romzügen König Heinrichs von 1081 bis 1083 und die Verleihung der Bistümer Triest und Parenzo durch den König lassen an seiner königstreuen Haltung in diesen Jahren keinen Zweifel aufkommen.